# Masters de Indian Wells 2004
El 2004 Pacific Life Open fue la 28.ª edición del Masters de Indian Wells, un torneo del circuito ATP y WTA Tour. Se llevó a cabo en las canchas duras de Indian Wells, en California (Estados Unidos), entre el 10 y el 21 de marzo de ese año.

## Ganadores

### Individual masculino
Roger Federer venció a  Tim Henman, 6–3, 6–3

### Individual femenino
Justine Henin venció a  Lindsay Davenport, 6–1, 6–4

### Dobles masculino
Arnaud Clément /  Sébastien Grosjean vencieron a  Wayne Black /  Kevin Ullyett, 6–3, 4–6, 7–5

### Dobles femenino
Virginia Ruano Pascual /  Paola Suárez vencieron a  Svetlana Kuznetsova /  Elena Likhovtseva, 6–1, 6–2